# Gorenja Brezovica, Brezovica
Gorenja Brezovica este o localitate din comuna Brezovica, Slovenia, cu o populație de 56 de locuitori.